# Minion (Schriftart)
Minion ist der Name einer von Robert Slimbach 1990 für Adobe Inc. entworfenen digitalen Satzschrift.
Es handelt sich um eine Textschrift im Stil der Französischen Renaissance-Antiqua, die etwas zurückhaltender gestaltet ist als die ähnliche Adobe Garamond, die Slimbach unmittelbar vorher entworfen hatte. Im Unterschied zur Garamond und ähnlichen Schriften ist sie keine digitale Neuinterpretation einer historischen Satzschrift, sondern eine von Anfang an als digitaler Font entworfene Neuentwicklung im Stil der humanistischen Antiqua. Einzelne Details der Schrift wie die geraden Grundlinien der Serifen und die gleichstarken Senkrechten sind der Rücksichtnahme auf die seinerzeit beschränkte Bildschirm- und Druckauflösung geschuldet. Günter Schuler hebt „das ruhige, ausgeglichene Schriftbild“ der Minion hervor, die in unaufdringlicher Weise gute Lesbarkeit mit ästhetisch ansprechender Gestaltung verbindet und daher häufig als Brotschrift für Fließtext in Büchern und Zeitschriften verwendet wird.
Der Name Minion (abgeleitet von französisch mignonne) ist mehrdeutig: Als altertümliche Schriftgrößenbezeichnung aus der englischen Setzersprache bezeichnet er eine Schriftgröße von 7 Punkt (entsprechend der deutschen Kolonel oder Mignon). Minion bedeutet im Englischen aber auch so viel wie „Liebling“, „Liebchen“, „Favorit“, „Günstling“, „Diener“ oder als Adjektiv „elegant“, „schmuck“.
Die ursprünglich im PostScript-Format veröffentlichte Schrift erschien im Laufe der Jahre in verschiedenen Varianten.

## Minion
Die ursprüngliche Version der Minion umfasste den Adobe-ISO-Zeichensatz. Sie wurde ergänzt durch zusätzliche Expert-Zeichensätze mit Sonderzeichen, Kapitälchen, Ligaturen, Mediävalziffern und verzierten Buchstabenvarianten (swash) sowie Ornamenten.
Eine Besonderheit der Schrift war, dass sie von Anfang an in zwei verschiedenen optischen Größen veröffentlicht wurde; neben der Regular-Variante für Lesegrößen gab es eine Display-Variante für Überschriften, jeweils mit der dazugehörigen Kursive. Die beiden Varianten wiesen Unterschiede in den Proportionen, Strichstärken und Abständen der Buchstaben auf, um den Leseeindruck für den jeweiligen Anwendungs- und Schriftgrößenbereich zu optimieren. Für die halbfetten und fetten Schriftschnitte gab es nur eine einzige Variante, ebenso für die schmalen (condensed) Schnitte.

## Minion Cyrillic
Die Minion Cyrillic wurde 1992 von Robert Slimbach als Version in kyrillischer Schrift entwickelt. Für sie gab es weder Expert-Zeichensätze noch Display-Größen.

## Minion MM
Ebenfalls 1992 erschien eine weiterentwickelte Variante in der (von Adobe 1998 aufgegebenen) Multiple-Master-Technologie, die es dem Benutzer erlaubte, Laufweite, Strichstärke und optische Größe der Schrift innerhalb vorgegebener Grenzen selbst zu verändern und so eigene Abwandlungen der Schrift zu schaffen. Ausgehend von auf die jeweilige Größe optimierten Schriftschnitten in 6 und 72 Punkt konnten so theoretisch unendlich viele Zwischengrößen und -formen entstehen. Die Minion MM war die erste Multiple-Master-Schrift, die eine Änderung der optischen Größe ermöglichte.

## Minion Std Black
Die Minion Standard Black war die erste Variante der Minion, die im Open-Type-Format mit deutlich vergrößertem Zeichenvorrat erschien. Sie wurde später nicht in die Minion-Pro-Familie integriert, sondern blieb als gesonderte Schrift erhalten.

## Minion Pro
Im Jahr 2000 stellte Adobe die Minion komplett auf das Open-Type-Format um und veröffentlichte die Schriftfamilie neu unter dem Namen Minion Pro. Die Minion Pro basiert auf der Minion MM, im Zuge der Umstellung auf Open Type wurden die Schriften jedoch nochmals überarbeitet und Anpassungen bei Zeichenabständen und Unterschneidungen vorgenommen.
In dieser Version umfasste die Minion-Schriftfamilie drei, später vier Stärken (Regular, Semibold und Bold, nachträglich ergänzt durch Medium), jeweils mit den entsprechenden Kursiven, zwei Laufweiten (normal und schmal (Condensed)) und vier optische Größen (Caption, Regular, Subhead und Display). Neben den Schriftvarianten, die früher in den Expert-Zeichensätzen erhältlich waren, enthalten die Minion Pro-Schriften auch die kyrillischen Zeichen der Minion Cyrillic sowie Zeichen für mitteleuropäische Sprachen, Griechisch und Vietnamesisch.
| Optische Größen          | Caption | Regular | Subhead   | Display |
| ------------------------ | ------- | ------- | --------- | ------- |
| Geeignet für Punktgrößen | 6–8,4   | 8,5–13  | 13,1–19,9 | 20+     |

## Minion 3
Im April 2018 veröffentlichte Adobe die von Slimbach abermals überarbeitete und ergänzte Version Minion 3. Die Anzahl der Glyphen in lateinischer Schrift wurde nahezu verdoppelt, unter anderem durch die Einbeziehung afrikanischer Sprachen; zudem wurde die neue Version um das armenische Alphabet und die IPA-Zeichen erweitert. Die griechischen Kleinbuchstaben zeigen eine neue Gestaltung der Strichstärke, deren „linksgerichtetes“ Verhältnis von Grund- und Haarstrichen sich an der handschriftlichen Tradition orientiert; die bisherigen Formen blieben als OpenType Style Set erhalten. Im kyrillischen Alphabet wurde ebenfalls der Zeichensatz erweitert und um Kapitälchen und alternative Formen ergänzt sowie die Form der einzelnen Buchstaben überarbeitet; insbesondere laufen Buchstabenkombinationen jetzt schmaler, um die Lesbarkeit zu verbessern. Die optischen Größen wurden verbessert und stehen jetzt für alle Alphabete zur Verfügung.

## Minion Web und Web Pro
Die Minion Web ist eine TrueType-Version der Minion, die hauptsächlich für die Bildschirmanzeige und die Gestaltung von Webseiten gedacht ist. Sie umfasst daher auch nur den Adobe-ISO-Zeichensatz. Die Minion Web wurde mit Microsofts Webbrowser Internet Explorer 4.0 mitgeliefert. Die Minion Web Pro ist eine spätere Version mit erweitertem Zeichensatz.

## Minion Math
Diese Variante der Schrift wurde seit 2002 durch Johannes Küster von der typoma GmbH ursprünglich unter dem Namen typoma MnMath für mathematische Anwendungen entwickelt. Sie erschien erstmals im November 2008 als Open-Type-Schrift in denselben Stärken und optischen Größen wie die Minion Pro, verfügt aber zusätzlich über die optische Größe Tiny für Schriftgrößen unter 6 Punkt. Mit Ausnahme der Tiny-Größe, die einen kompletten Zeichensatz enthält, ist die Minion Math als Ergänzung zur Minion Pro konzipiert und umfasst nur mathematische Sonderzeichen, in der aktuellen Version 1.026 etwa 3300 Zeichen pro Schriftschnitt (Stand Mai 2014). Eine Erweiterung auf alle mathematischen Unicode-Zeichen sowie zahlreiche weitere Symbole ist angekündigt.

## Minion in fremden Schriften
Adobe verwendet die lateinischen Zeichen der Minion auch in Schriftfamilien für andere Schriftsysteme wie Adobe Arabic (Arabisch), Adobe Hebrew (Hebräisch), Adobe Thai (Thai), Adobe Song (vereinfachtes Chinesisch).

## Einsatz im Corporate Design
Einige Firmen und Institutionen verwenden die Minion im Rahmen des Corporate Design als grundlegende oder ergänzende Hausschrift für Korrespondenz und Veröffentlichungen, so die AGD (Allianz Deutscher Designer), die Stiftung Frauenkirche Dresden, der Kanton Freiburg und die Katholische Universität Eichstätt-Ingolstadt.